# Pilosella officinarum
Pilosella officinarum là một loài thực vật có hoa trong họ Cúc. Loài này được Vaill. miêu tả khoa học đầu tiên năm 1754.